# René-Charles Guilbert de Pixerécourt
René-Charles Guilbert de Pixerécourt (Nancy, 22 gennaio 1773 – Nancy, 27 luglio 1844) è stato un drammaturgo, direttore teatrale e traduttore francese.

## Biografia
Originario della Lorena, Pixerécourt partecipò alla rivoluzione francese arruolandosi nell'esercito del duca di Borbone; dopo aver ottenuto incarichi amministrativi si avvicinò al teatro, che gli consentì di godere di una vasta popolarità per quasi cinquanta anni, oltre che di amicizie influenti nell'ambito della cultura.

Durante la sua carriera scrisse svariate tragedia, commedie, drammi, melodrammi, vaudevilles, pantomime, alcune delle quali musicate da famosi compositori.
Riscosse buoni successi affermando che scriveva a favore degli analfabeti.
Pixerécourt utilizzava abilmente i gusti più popolari e semplici risolvendo le sue opere con elementi edificanti che immancabilmente mostravano la vittoria del bene sul male.
Tra le sue opere più riuscite si ricordano: La femme à deux maris; Le Monastère abandonné; La lettre de cachet;  Guillaume Tell; Marguerite d'Anjou; Le cháteau de Loch-Lezen ou l'évasion de Marie Stuart.

## Opere
- La femme à deux maris;
- L'homme à trois visages;
- Le Chien de Montargis;
- Latude ou trente ans de captivité;
- Christophe Colomb;
- Guillaume Tell;
- Charles le Téméraire ou la bataille de Nancy;
- Le cháteau de Loch-Lezen ou l'évasion de Marie Stuart.